# Anisodes mionectes
Anisodes mionectes är en fjärilsart som beskrevs av Louis Beethoven Prout 1938. Anisodes mionectes ingår i släktet Anisodes och familjen mätare. Inga underarter finns listade i Catalogue of Life.